# 우카와촌 (아키타현)
우카와촌(鵜川村)은 아키타현 야마모토군에 있던 촌이다.

## 역사
- 1889년 4월 1일 - 정촌제 시행에 의해 4촌의 구역으로 성립하였다.
- 1955년 4월 1일 - 하마구치촌과 합병해 하치류촌이 성립해, 동일 우카와촌이 폐지되었다.

## 교통

### 도로
- 국도 7호선
- 오가 가도(현:국도 101호선)